# 孔椎龍屬 (阿根廷)
孔椎龙属（属名：Katepensaurus）是晚白垩世阿根廷巴塔哥尼亚中部丘布特省中南部已灭绝雷巴齐斯龙科蜥脚类恐龙的一属，其下仅含有单一物种戈氏孔椎龙（Katepensaurus goicoecheai）。

## 发现

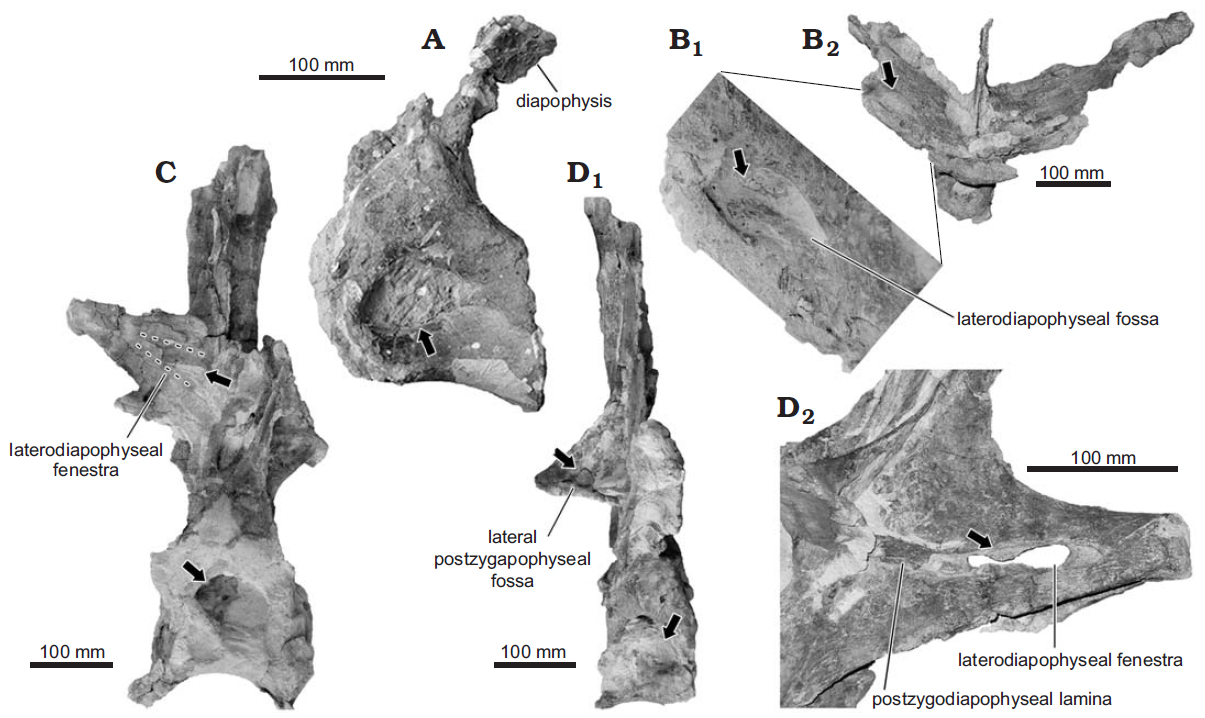
背椎

孔椎龙由卢西奥·M·伊比里库（Lucio M. Ibiricu）、加布里埃尔·A·卡萨（Gabriel A. Casal）、鲁本·达罗·马丁涅兹（Rubén Dario Martínez）、马修·C·拉曼纳（Matthew C. Lamanna）、马塞罗·伦纳（Marcelo Luna）和利安纳度·萨尔加多（Leonardo Salgado）在2013年首次命名、叙述，模式种为戈氏孔椎龙（Katepensaurus goicoecheai）。该属仅所知于其正模标本：一具包括颈椎、背椎和尾椎的部分中轴骨。该标本编号为UNPSJB-PV 1007，收集于巴约巴雷亚尔组，化石时期为晚白垩世的森诺曼阶或土仑阶。属名取自特维尔切语katepenk，意为“孔”，指背椎横突上独特的开口；种名纪念化石发现地Estancia Laguna Palacios的所有者亚历山德罗·戈伊科切亚（Alejandro Goicoechea）。

## 叙述
孔椎龙的背椎被发现在蜥脚类中较为独特，表现出五种自衍徵，即独特的衍化特征：椎体（椎骨中部）的侧气腔窝（lateral pneumatic fossa）被内板（internal laminae）分开；椎骨侧面具有垂直的嵴垂覆盖神经中枢连接处（neurocentral junction）；副中后椎体板窝（parapophyseal centrodiapophyseal fossa）具有一对椎板（laminae）；后关节突 （postzygapophyses）外侧有一个轮廓清晰的圆形窝（fossae）；最后，横突（transverse processes）被椎骨上椭圆形的窗（fenestrae）穿过。孔椎龙根据先前系统发育分析中发现的诊断特征而归入梁龙超科雷巴齐斯龙科利迈河龙亚科。